# كرايج بيتش (أوهايو)
كرايج بيتش (بالإنجليزية: Craig Beach, Ohio)‏ هي منطقة سكنية تقع في الولايات المتحدة في مقاطعة ماهوننغ، أوهايو. يقدر عدد سكانها بـ 1,180 نسمة ومساحتها 4.07 كم2 وترتفع عن سطح البحر 292 متر.

## التركيبة السكانية
قام مكتب تعداد الولايات المتحدة بتحديد بيانات التركيبة السكانية لكرايج بيتش في تعداد الولايات المتحدة. في ما يلي، التركيبة السكانية حسب تعدادي 2000 و2010.

### تعداد عام 2000
بلغ عدد سكان كرايج بيتش 1,254 نسمة بحسب تعداد عام 2000، وبلغ عدد الأسر 489 أسرة وعدد العائلات 333 عائلة مقيمة في القرية. في حين سجلت الكثافة السكانية 1,350.3 نسمة لكل ميل مربع (521.4/كم2). وبلغ عدد الوحدات السكنية 568 وحدة بمتوسط كثافة قدره 611.6 نسمة لكل ميل مربع (236.1/كم2).
وتوزع التركيب العرقي للقرية بنسبة 97.69% من البيض و 0.24% من الأمريكيين الأصليين و 0.56% من الأمريكيين ذوي الأصول الآسيوية و 0.08% من سكان جزر المحيط الهادئ و 0.24% من الأمريكيين الأفارقة و 1.12% من عرقين مختلطين أو أكثر.
بلغ عدد الأسر 489 أسرة كانت نسبة 29.0% منها لديها أطفال تحت سن الثامنة عشر تعيش معهم، وبلغت نسبة الأزواج القاطنين مع بعضهم البعض 49.7% من أصل المجموع الكلي للأسر، ونسبة 12.7% من الأسر كان لديها معيلات من الإناث دون وجود شريك، وكانت نسبة 31.9% من غير العائلات. تألفت نسبة 24.9% من أصل جميع الأسر من أفراد ونسبة 8.2% كانوا يعيش معهم شخص وحيد يبلغ من العمر 65 عاماً فما فوق. وبلغ متوسط حجم الأسرة المعيشية 3.00، أما متوسط حجم العائلات فبلغ 2.51.
بلغ العمر الوسطي للسكان 37 عاماً. وكانت نسبة 23.0% من القاطنين تحت سن الثامنة عشر، وكانت نسبة 10.0% بين الثامنة عشر والأربعة وعشرون عاماً، ونسبة 31.2% كانت واقعةً في الفئة العمرية ما بين الخامسة والعشرون حتى والأربعة وأربعون عاماً، ونسبة 25.8% كانت ما بين الخامسة والأربعون حتى الرابعة والستون، ونسبة 9.9% كانت ضمن فئة الخامسة والستون عاماً فما فوق.
بلغ متوسط دخل الأسرة في القرية 38,594 دولار، أما متوسط دخل العائلة فبلغ 46,250 دولار. وكان متوسط دخل الذكور 35,729 دولار مقابل 22,500 دولار للإناث. وسجل دخل الفرد الخاص بالقرية 16,630 دولار. وكانت نسبة 6.7% من العائلات ونسبة 13.0% من السكان تحت خط الفقر،

### تعداد عام 2010
بلغ عدد سكان كرايج بيتش 1,180 نسمة بحسب تعداد عام 2010، وبلغ عدد الأسر 483 أسرة وعدد العائلات 327 عائلة مقيمة في القرية. في حين سجلت الكثافة السكانية 1,512.8 نسمة لكل ميل مربع (584.1/كم2). وبلغ عدد الوحدات السكنية 597 وحدة بمتوسط كثافة قدره 765.4 لكل ميل مربع (295.5/كم2).
وتوزع التركيب العرقي للقرية بنسبة 95.6% من البيض و 0.5% من الأمريكيين الأصليين و 0.4% من الأمريكيين ذوي الأصول الآسيوية و 0.2% من الأمريكيين الأفارقة و 2.8% من عرقين مختلطين أو أكثر.
بلغ عدد الأسر 483 أسرة كانت نسبة 29.4% منها لديها أطفال تحت سن الثامنة عشر تعيش معهم، وبلغت نسبة الأزواج القاطنين مع بعضهم البعض 45.5% من أصل المجموع الكلي للأسر، ونسبة 15.9% من الأسر كان لديها معيلات من الإناث دون وجود شريك، بينما كانت نسبة 6.2% من الأسر لديها معيلون من الذكور دون وجود شريكة وكانت نسبة 32.3% من غير العائلات. تألفت نسبة 26.7% من أصل جميع الأسر من أفراد ونسبة 8.9% كانوا يعيش معهم شخص وحيد يبلغ من العمر 65 عاماً فما فوق. وبلغ متوسط حجم الأسرة المعيشية 2.92، أما متوسط حجم العائلات فبلغ 2.44.
بلغ العمر الوسطي للسكان 40.4 عاماً. وكانت نسبة 22.5% من القاطنين تحت سن الثامنة عشر، وكانت نسبة 7.1% بين الثامنة عشر والأربعة وعشرون عاماً، ونسبة 26.3% كانت واقعةً في الفئة العمرية ما بين الخامسة والعشرون حتى والأربعة وأربعون عاماً، ونسبة 30.1% كانت ما بين الخامسة والأربعون حتى الرابعة والستون، ونسبة 14.1% كانت ضمن فئة الخامسة والستون عاماً فما فوق. وتوزع التركيب الجنسي للسكان بنسبة 48.5% ذكور و51.5% إناث.